# Корабель Арго
Корабель Арго ( лат. Argo Navis) — велике історичне сузір'я південної півкулі, одне з 48 сузір'їв в атласі Птолемея. Названо на честь легендарного корабля аргонавтів. Нині як сузір'я не використовується.
В середині XVIII століття французький астроном Лакайль поділив сузір'я на три частини: Кіль, Корма і Вітрила . Літерні позначення Байєра зірок залишилися колишніми: α β ε і η Корабля Арго стали α β ε і η Кіля, γ і δ Корабля Арго - γ і δ Парусов, ζ Корабля Арго - ζ Корми, і т. д.
Сузір'я Компас, відкрите Лакайлом, знаходиться на місці, де зображувалася щогла корабля, але зазвичай не відноситься до Корабля Арго, і не є його частиною.